# ヤマサ蒲鉾
ヤマサ蒲鉾株式会社（ヤマサかまぼこ）は兵庫県姫路市に本社を置く食品メーカー。兵庫県南西部（播磨地方）では老舗で、近畿地方を代表する魚肉練り製品（蒲鉾・竹輪）メーカーの一つ。社紋「山（ヘの字）にサ」を、そのまま社名とする。
創業時は姫路市域の白浜町に本社があり、1989年に夢前町に移転したが、2006年3月27日に同町が姫路市へ編入合併されたため、再び姫路市の企業となった。

## 概要
本社は夢前川中流の静かな谷間に位置し、その隣に、ショッピングコーナーやそば処を備えたかまぼこ工房夢鮮館がある。同じく本社に隣接した第一工場と第二工場では、蒲鉾製造工程を見学できる。本社工場敷地内には多数の芝桜が植えられており、シーズン中に期間限定で夜間も公開されている。
かつては間近の播磨灘などに原材料を求めていたが、現在ではスケソウダラはアメリカ・ベーリング海産、ハモは中国産、イトヨリダイはタイ産など、広きにわたって仕入れている。またオーストラリアにも現地法人を設立するなど、活発に活動している。
地元兵庫県のサンテレビ・ラジオ関西・Kiss-FM KOBEでCMを流している。以前は関西テレビ『ノンストップゲーム』の提供スポンサーだった。また、以前関東地方でもニッポン放送でCMを流していた。
製品パッケージにはマスコットの「さっちゃん」のイラストが印刷されている。なお、ヤマサ醤油との混同を避けるためにロゴマークはサをデフォルメしたものではなくサそのものを使用している（ヤマサ醤油のロゴはサをデフォルメしており、傘の部分に上の文字が書かれている）。

## 主力商品

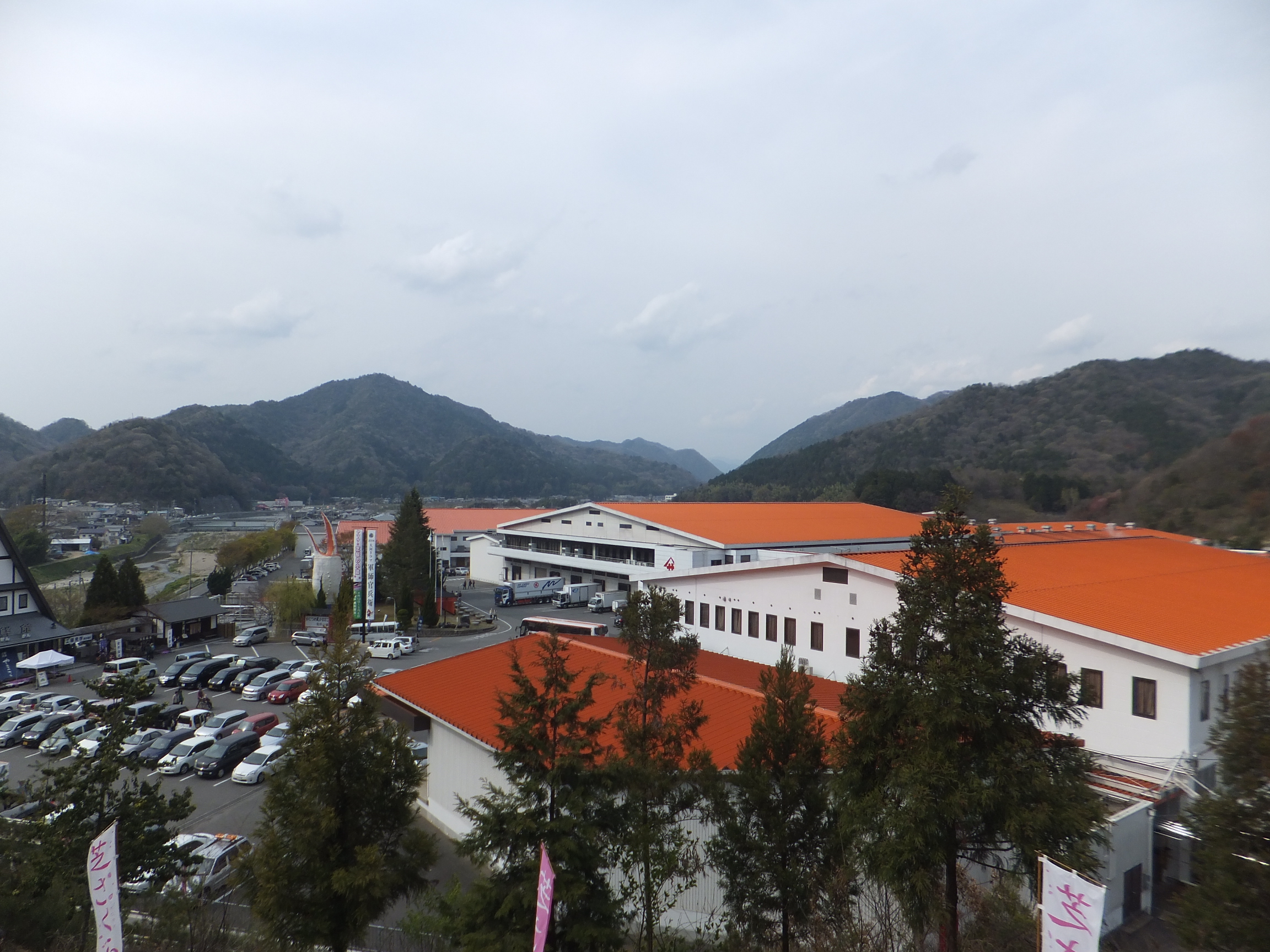
本社工場の全景

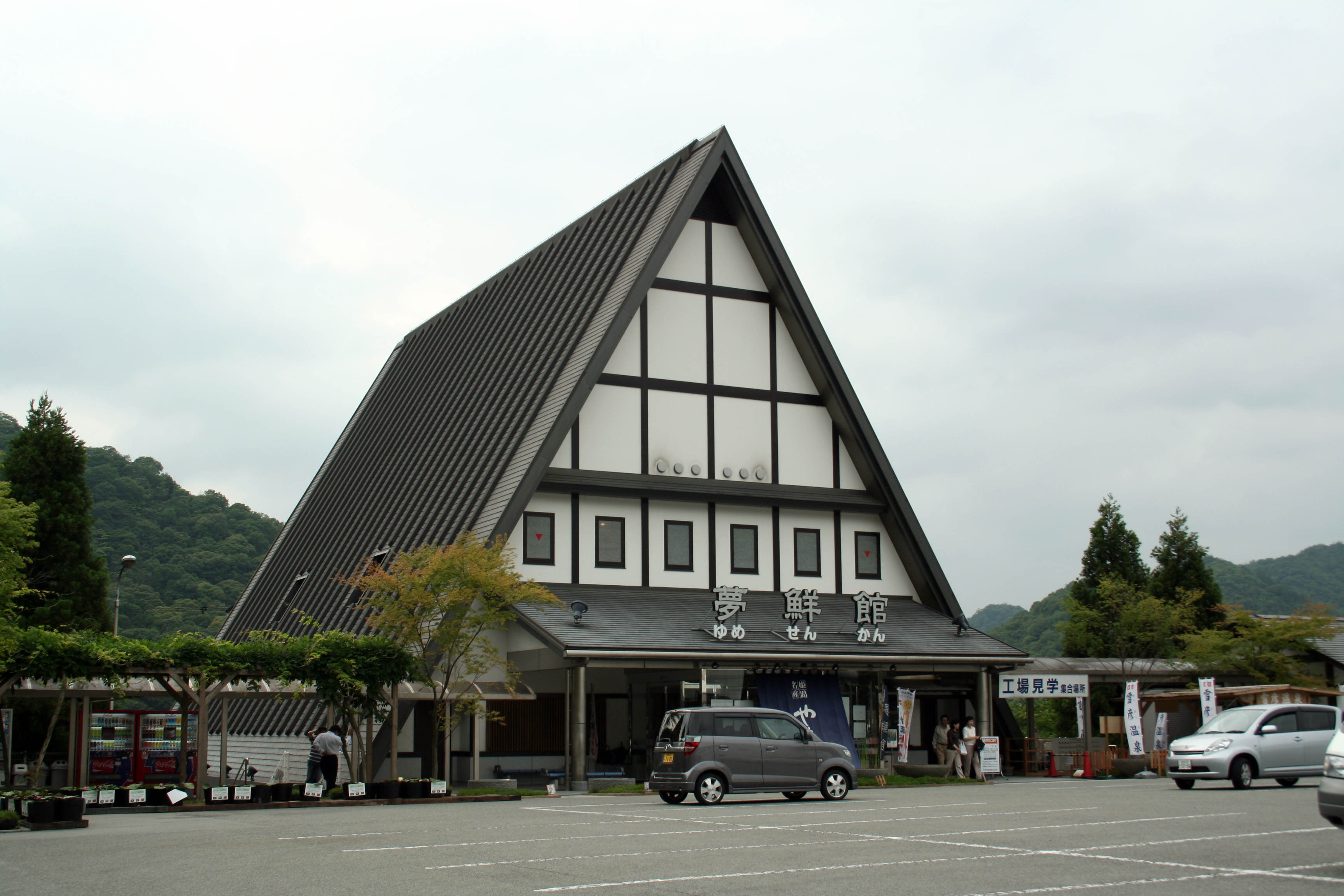
本社敷地内の店舗

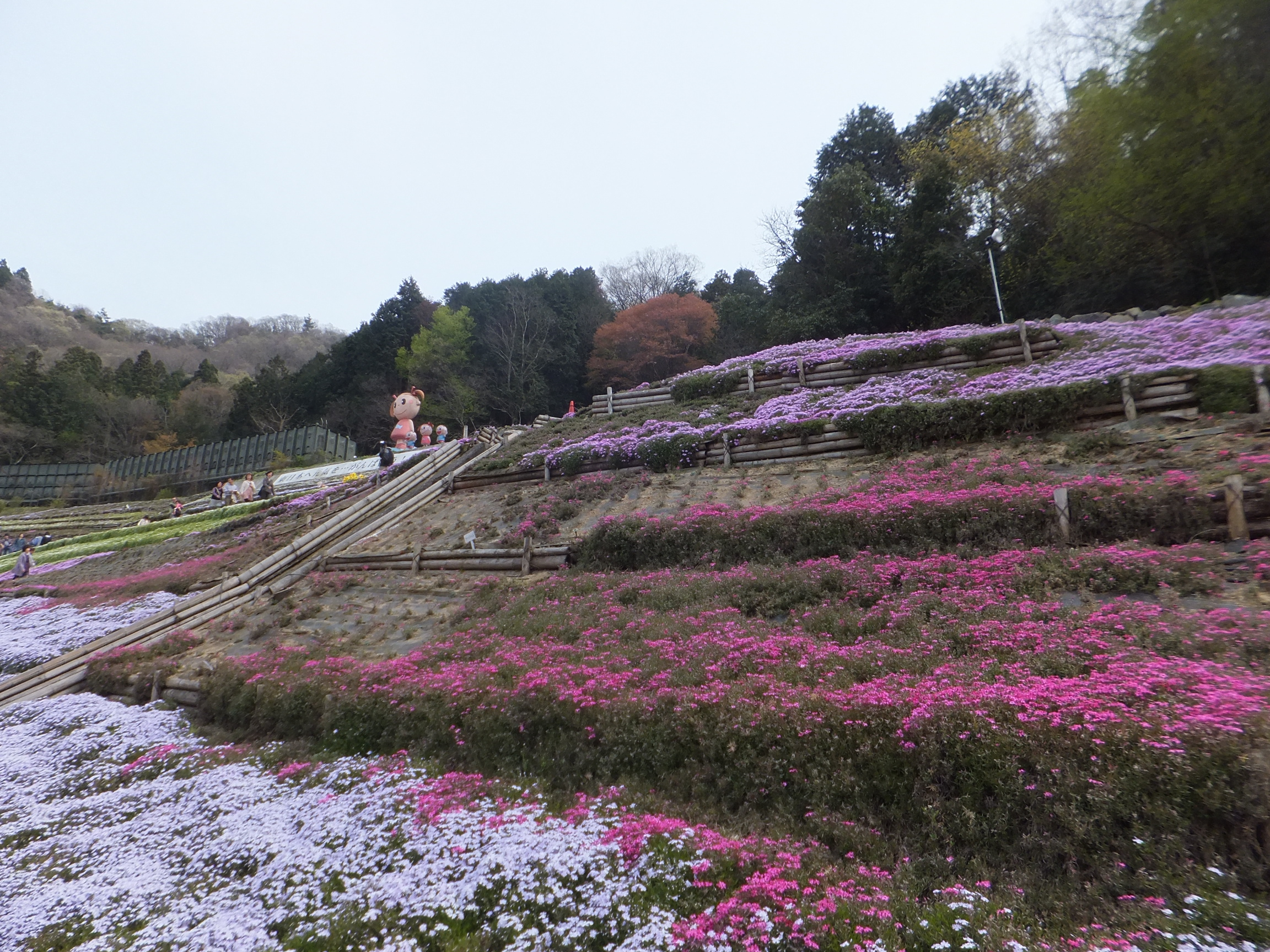
本社工場の芝桜

- 蒲鉾
- 竹輪
- 揚げ蒲鉾
- カニ風味蒲鉾
- グラタン
- こんにゃく
- ごぼう天

## 沿革
- 1916年（大正5年） - 現在の姫路市白浜町で創業
- 1953年（昭和28年）3月 - 法人設立、ヤマサ蒲鉾有限会社に
- 1962年（昭和37年）8月 - 株式会社化
- 1984年（昭和59年）9月 - 夢前町（当時）に第一工場が完成
- 1989年（平成元年）7月 - 第二工場完成。本社を姫路市白浜町から夢前町置本へ移転
- 1996年（平成8年）11月 - 雪彦温泉を営業開始
- 2004年（平成16年）5月 - かまぼこ工房夢鮮館が開業（食事処・同社製品販売など）
- 2013年（平成25年）4月 - 姫路市西二階町の西二階町商店街に無人のアンテナショップ「さっちゃんの家」を出店[2][3]。

## 営業所
- 東京営業所（品川区）

## 主な販売地域
- 近畿
- 東海
- 北陸
- 関東
- 台湾

## 関連会社
- ヤマサ食品株式会社（兵庫県姫路市）
- 株式会社アサシヲ
- ヤマサ商事株式会社
- 株式会社海幸館（兵庫県姫路市）
- ヤマサ水産有限会社（兵庫県姫路市）
- ヤマサ木工有限会社（兵庫県姫路市）
- 有限会社名田商事

## 関連施設
- かまぼこ工房夢鮮館
- 雪彦温泉